# Javier Romo
Javier Romo Oliver (født 6. januar 1999 i Villafranca de los Caballeros) er en cykelrytter fra Spanien, der er på kontrakt hos Movistar Team.